# 九州理化
株式会社九州理化（きゅうしゅうりか）は、熊本県球磨郡多良木町にかつて存在したアルミニウム合金ダイカスト製品製造を行う企業。株式会社東京理化工業所（現：株式会社川金ダイカスト工業）の子会社として、西日本地区へのダイカスト製品供給体制強化を目的に設立されたが、親会社に吸収合併され、工場は株式会社川金ダイカスト工業熊本工場となっている。

## 沿革
- 1993年2月22日 - 株式会社東京理化工業所の子会社として設立。
- 1995年 - 多良木町工業団地内に工場竣工、ダイカストマシン（250t・350t・450t・500t）4台にて操業開始。
- 1996年4月 ‐ 九州営業所が設置。
- 1997年 - ダイカストマシン（800t）増設、電磁誘導炉増設。
- 1999年 - ダイカストマシン（125t・800t）増設。
- 2000年2月 - 株式会社東京理化工業所に一部営業譲渡し清算、東京理化工業所熊本工場となる[2]。
- 2001年 - 集中溶解炉1機増設。
- 2001年12月 - ISO 9001認証取得。
- 2002年 - ダイカストマシン（500t）増設。
- 2004年3月12日 - 熊本工場を分社化し、株式会社九州理化として再設立[1]。
- 2004年 - ダイカストマシン（500t）増設。
- 2005年 - ダイカストマシン（350t）増設。
- 2006年 - ダイカストマシン（650t）増設、450tを500tと入れ替え。
- 2007年2月 - ISO 14001認証取得、機械加工工場増築。
- 2007年7月1日 - 株式会社東京理化工業所に吸収合併され[1]、東京理化工業所熊本工場となる[2]。